# Cape Smokey
Cape Smokey är en udde i Kanada.   Den ligger i provinsen Nova Scotia, i den östra delen av landet, 1 200 km öster om huvudstaden Ottawa. Cape Smokey ligger på ön Kap Bretonön.
Terrängen inåt land är huvudsakligen kuperad, men norrut är den platt. Havet är nära Cape Smokey österut. Trakten är glest befolkad. 